# ديفيد روبرتسون (لاعب كرة قدم بريطاني)
ديفيد روبرتسون (بالإنجليزية: David Robertson)‏ (23 سبتمبر 1986 في المملكة المتحدة - ) هو لاعب كرة قدم بريطاني في مركز الوسط. شارك مع منتخب اسكتلندا تحت 19 سنة لكرة القدم ومنتخب اسكتلندا تحت 21 سنة لكرة القدم. أما مع النوادي، فقد لعب مع دندي يونايتد وسانت جونستون وSelkirk F.C. ‏ ونادي آير يونايتد ونادي غرينوك مورتون ونادي ليفينغستون لكرة القدم.

## وصلات خارجية
- ديفيد روبرتسون على موقع قاعدة بيانات كرة القدم.إي يو (الإنجليزية)
- ديفيد روبرتسون على موقع Soccerbase.com (لاعب) (الإنجليزية)